# Oedo Kuipers

Oedo Kuipers präsentiert Mozart! beim Musicalfest, 19. September 2015

Oedo Kuipers (* 11. November 1989 in Stroobos) ist ein niederländischer Musicaldarsteller.
Seine Stimmenlage ist Bari-Tenor.

## Leben
Kuipers kommt aus einer musikalischen Familie: Sein Vater ist Dirigent und Musikpädagoge, seine Mutter und seine Schwestern singen und spielen auch Instrumente. Schon im Alter von acht Jahren sammelte Kuipers erste Bühnenerfahrung als Engel Gabriel. Er war Mitglied der Juke Box Boys. 2008 nahm er an der Casting-Show Op zoek naar Joseph (AVRO) teil, in der er es jedoch nicht in die Live-Shows schaffte. Danach besuchte er das Musical-Konservatorium in Alkmaar und schloss 2013 seine Ausbildung nach einer fünfjährigen Ausbildung am Fontys Conservatorium in Tilburg ab.
Große Bekanntheit im deutschsprachigen Raum brachte ihm die Rolle des Wolfgang Mozart im Musical Mozart! in Wien, die er auch in China spielte.
Ab 2016 stand Kuipers als Graf Dürckheim und Cover Ludwig II. auf der Bühne des Festspielhauses Füssen im Musical Ludwig².

## Rollen im Theater und Musical (Auswahl)
- 2009–2013: Ensemble The Secret Garden (Der geheime Garten) und Shakespeare in Concert
- 2009: Junger Franciscus in Franciscus, Troubadour van God – Sint-Jansbasiliek, Laren
- 2010: Charles Murdoch in De Spooktrein[2] – Jan van Besouwhuis, Goirle
- 2011: Prins Florizan im Kindermusical Wintersprookje (Das Wintermärchen)[3] – M-Lab, Amsterdam
- 2013: Romeo in Romeo en Julia, het paradijs ligt onder de voeten van je moeder (Oper) – Opera Spanga
- 2013–2014: Raoul (Cover über 200 mal)[4] in Das Phantom der Oper – Neue Flora, Hamburg
- 2015–2016: Mozart in Mozart! – Raimundtheater, Wien; Theater am Marientor, Duisburg, und Shanghai[5]
- 2016 und 2017: Graf Dürckheim und König Ludwig II. in Ludwig² – Ludwigs Festspielhaus Füssen
- 2017: Jesus in Jesus Christ Superstar – Staatstheater Oldenburg
- 2018: Edward Whymper in Matterhorn – das Musical – Theater St. Gallen
- 2019: König Ludwig II. in Ludwig² – Ludwigs Festspielhaus Füssen
- 2019: Hortensio in Kiss me Kate – Staatstheater Darmstadt
- 2019–2020, 2022: Jesus in Jesus Christ Superstar – Opernhaus Wuppertal
- 2022: Chris in Miss Saigon – Raimund Theater, Wien
- 2022: König Ludwig II. in Ludwig² – Ludwigs Festspielhaus Füssen